# Singleton-Schranke
Die Singleton-Schranke bezeichnet eine obere Schranke für die Mindestdistanz {\displaystyle d} eines Blockcodes der Länge {\displaystyle n} bei Informationswörtern der Länge {\displaystyle k} über einem einheitlichen Alphabet {\displaystyle \Sigma }. 
Sie lautet:
{\displaystyle d\leq n-k+1}
Die Schranke kann auf folgende Art intuitiv klargemacht werden:
- Annahme: Alphabet {\displaystyle \Sigma =\{0,\ldots ,q-1\}}
- Anzahl der möglichen Informationswörter : {\displaystyle |{\mathcal {I}}|=q^{k}}
- Anzahl der Codewörter: {\displaystyle |{\mathcal {C}}|=|{\mathcal {I}}|=q^{k}}
- Mindestdistanz: {\displaystyle d}

Streicht man nun in den Codewörtern jeweils die letzten ({\displaystyle d-1}) der {\displaystyle n} Stellen, so haben die übrigen Codewörter zueinander immer noch mindestens den Hamming-Abstand 1. Bei {\displaystyle d} Streichungen wäre dies nicht mehr gewährleistet. Damit sind immer noch alle Codewörter unterschiedlich, also 
{\displaystyle |{\mathcal {C}}'|=|{\mathcal {C}}|=q^{k}}
Deswegen muss auch die Anzahl der durch die Länge {\displaystyle n-(d-1)} erzeugbaren Wörter {\displaystyle q^{n-d+1}\geq q^{k}} sein.
Stellt man diese Gleichung um, ergibt sich daraus die Singleton-Schranke
{\displaystyle n-d+1\geq k\Leftrightarrow d\leq n-k+1}
Für nicht-lineare Codes gilt entsprechend
{\displaystyle M\leq q^{n-d+1}},
wobei {\displaystyle M=|{\mathcal {C}}|}.
Codes, die die Singleton-Schranke mit Gleichheit erfüllen, nennt man auch MDS-Codes.

## Beziehung zur Hamming-Schranke
Im Falle der Hamming-Schranke ist {\displaystyle t=\lfloor (d-1)/2\rfloor } die Anzahl der maximal korrigierbaren Fehler eines Codes mit der Hamming-Distanz {\displaystyle d}.
Die Hamming-Schranke sagt aus, dass
{\displaystyle q^{n}\geq q^{k}{\sum _{i=0}^{t}(q-1)^{i}{\binom {n}{i}}}},
beziehungsweise
{\displaystyle n\geq k+\log _{q}{\sum _{i=0}^{t}(q-1)^{i}{\binom {n}{i}}}}
erfüllt sein muss für einen Code, der mittels {\displaystyle n} Symbolen eines Alphabets {\displaystyle \Sigma } der Größe {\displaystyle q} eine Nachricht mit der Länge {\displaystyle k} transportiert.
Für zum Beispiel {\displaystyle n=512} und {\displaystyle t=11} (erfordert eine Hamming-Distanz von {\displaystyle d=23}) erhält man in Abhängigkeit von der Größe {\displaystyle q} des Alphabets {\displaystyle \Sigma }:
- {\displaystyle q=2:k\leq 438{,}3746}
- {\displaystyle q=4:k\leq 466{,}4807}
- {\displaystyle q=16:k\leq 482{,}8572}
- {\displaystyle q=2^{8}:k\leq 491{,}8086}
- {\displaystyle q=2^{16}:k\leq 496{,}4004}
- {\displaystyle q=2^{32}:k\leq 498{,}7002}
- {\displaystyle q=2^{64}:k\leq 499{,}8501}
- {\displaystyle q=2^{128}:k\leq 500{,}4250}
- {\displaystyle q=2^{256}:k\leq 500{,}7125}
- {\displaystyle q\to \infty :k\leq 501{,}0000}

Die Hamming-Schranke macht vergleichsweise genaue Aussagen in Abhängigkeit von {\displaystyle n}, {\displaystyle t} und {\displaystyle q}. Für sehr große {\displaystyle q} strebt sie einem Grenzwert zu.
Im Falle der Singleton-Schranke ist {\displaystyle t=\lfloor (d-1)/2\rfloor =\lfloor (n-k)/2\rfloor } die Anzahl der maximal korrigierbaren Fehler eines Codes mit der Mindestdistanz {\displaystyle d}.
Für zum Beispiel {\displaystyle n=512} und {\displaystyle t=11} (erfordert eine Mindestdistanz von {\displaystyle d=12}) erhält man:
- {\displaystyle k\leq 501}

unabhängig von {\displaystyle q}. Die Singleton-Schranke ist eine ungenauere Abschätzung als die Hamming-Schranke, die die Größe des Alphabets nicht berücksichtigt.
Weiterhin gibt es Unterschiede in der Beziehung zwischen {\displaystyle t} und {\displaystyle d}.